# Steinheim (Hungen)
Steinheim is een plaats in de Duitse gemeente Hungen, deelstaat Hessen, en telt 651 inwoners (2007).